# Vitoria (1867)
La Vitoria fue la segunda de las fragatas blindadas botadas mediado el siglo XIX y que tenía como objetivo el devolver a España entre las potencias navales. Recibía su nombre en honor a la ciudad de Vitoria y fue la sexta unidad de la armada en utilizar los nombres Vitoria-Victoria.
Su coste fue de 8 168 120,17 pesetas de la época. Junto con la Numancia, sería la primera unidad de la Armada Española en incorporar el alumbrado eléctrico.

## Diseño

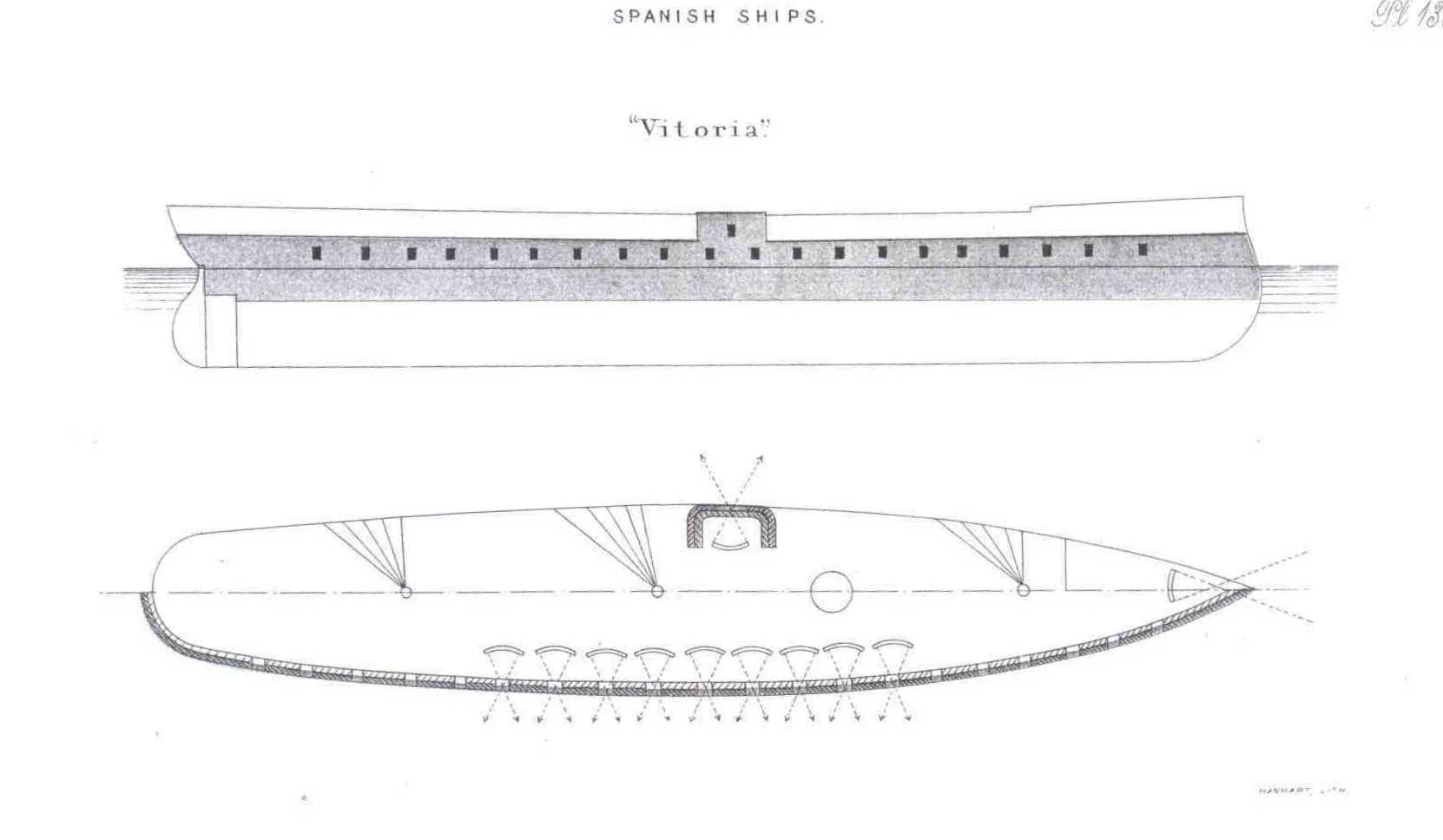
Esquema de blindaje y armamento de la Vitoria

Su construcción, fue autorizada por Real Orden del 14 de julio de 1862, firmándose el contrato de construcción en Madrid, el 11 de diciembre de 1862. En un principio, le estaba destinado el nombre de Pavía, cambiándose su nombre en 1862 por Victoria, en honor a la Reina de la Gran Bretaña, y finalmente en 1868, Vitoria por la batalla de la guerra de Independencia.
Su quilla fue puesta en grada el 15 de enero de 1863, fue botada el 4 de noviembre de 1865, y se realizaron sus pruebas de estabilidad el 14 de noviembre. Se concluyeron las obras en enero de 1867, y fue entregada por el astillero a la Armada Española el 15 de noviembre de 1867. Sin embargo, no pudo partir hacia España, ya que al estar aún en Guerra con Chile y Perú. El Reino Unido incluía en sus acuerdos de neutralidad la negativa a vender carbón estatal, excepto si el buque se dirigía a un puerto de su metrópoli, e incautación de cualquier buque de guerra en construcción para un país beligerante.
Tras el armisticio del 18 de febrero de 1868 entre España y Chile, Gran Bretaña desbloqueó los buques construidos allí tanto para España como para Chile, realizándose las pruebas de máquinas el 23 de junio de 1868, y zarpó el 16 de agosto de 1868, con rumbo al Arsenal de Ferrol a donde arribo el 18 de agosto.

## Historial

### Al servicio del general Prim
Bajo el mando de José María Beránger Ruiz de Apodaca, se unió a la causa del general Prim en 1868, apresando al vapor de guerra Colón, en el que viajaba el almirante Pavía, Capitán General del Departamento de Ferrol.

### Traslado a España de AmadeoI
El sábado, 26 de noviembre de 1870, zarpó de Cartagena junto a la fragata de hélice Villa de Madrid y a la fragata blindada Numancia con rumbo a Génova con la misión de trasladar al nuevo rey de España Amadeo I, con la Villa de Madrid al frente y cada una de las fragatas blindadas siguiéndola en sus aletas, arribando al puerto italiano escoltados por la fragata italiana Príncipe Umberto, trasladándose posteriormente la flota hasta el puerto de La Spezia, donde el Rey embarcó en la Numancia, que zarpó, escoltada por los dos buques españoles y por la fragata italiana Príncipe Umberto y la goleta de hélice de la misma nacionalidad Vedetta, uno de cada nacionalidad en cada aleta, arribando la flota a Cartagena con el nuevo rey de España el 30 de diciembre de 1870.
Durante el reinado de éste, el buque cambió su nombre por el de Victoria, en honor a la reina, nombre que llevó hasta la abdicación del monarca, momento en el que recuperó su nombre inicial.

### Primera Repúblicay revolución cantonal
El 13 de julio de 1873, al día siguiente de constituirse definitivamente en Cartagena la junta revolucionaria, Antonio Gálvez Arce se dirigió hacia la fragata Almansa, arengó a los tripulantes, que se unieron a la sublevación —con la excepción de los jefes y oficiales—, y tras ella, arriaron la bandera española y se sumaron al cantón los buques Numancia, Tetuán, Vitoria y Méndez Núñez, cuatro de las siete fragatas blindadas que poseía en ese momento España, y el vapor Fernando el Católico, rebautizado como Despertador del Cantón. Tanto los buques como las tripulaciones que se unieron a la escuadra cantonal fueron declarados piratas el 20 de julio mediante un decreto del gobierno de Nicolás Salmerón. La presencia de la Vitoria ante el puerto de Alicante, logró sumar a esta ciudad por unos pocos días a la causa cantonalista
Fue enviada, junto con la  Almansa, a Almería para recaudar fondos para los sublevados, y al negarse la ciudad a pagar, fue bombardeada por estas. Tras continuar viaje hacia Málaga para hacer lo mismo con esta ciudad, fueron apresadas por las fragatas acorazadas HMS Swiftsure y SMS Friedrich Carl, inglesa y alemana, respectivamente, en virtud del decreto gubernamental que los declaraba piratas. En el enfrentamiento, las fuerzas anglogermanas, capturaron sin casi oposición ambos buques, devolviéndolos posteriormente de nuevo tras arduas negociaciones a las fuerzas gubernamentales en Gibraltar. La poca oposición a la captura, fue debida a que a bordo de la Almansa se encontraba el general Contreras, uno de los líderes de las fuerzas cantonalistas, y a que se trataba de una fragata de madera frente a dos blindadas, razón que también motivó que la Vitoria se rindiera sin oponer resistencia para evitar represalias contra el general y los 400 tripulantes de la Almansa.
Tras laboriosas gestiones, los dos buques fueron devueltos al gobierno, incorporándose a la escuadra del almirante Lobo, de la que fue insignia la Vitoria durante el combate naval de Portmán, con resultados positivos para el Gobierno.
Durante la huida de la Escuadra Cantonal de su puerto en Cartagena, la Vitoria junto a la fragata de hélice Carmen salió en persecución de la Numancia, que huía hacia el puerto norteafricano de Orán, no pudiendo darle alcance por la mayor velocidad de la primera. Devuelta por las autoridades francesas, volvieron a Cartagena el 20 de enero de 1874, dando de esta forma fin a la sublevación.

### Finales delsigloXIXy principios delXX
Guerra Carlista

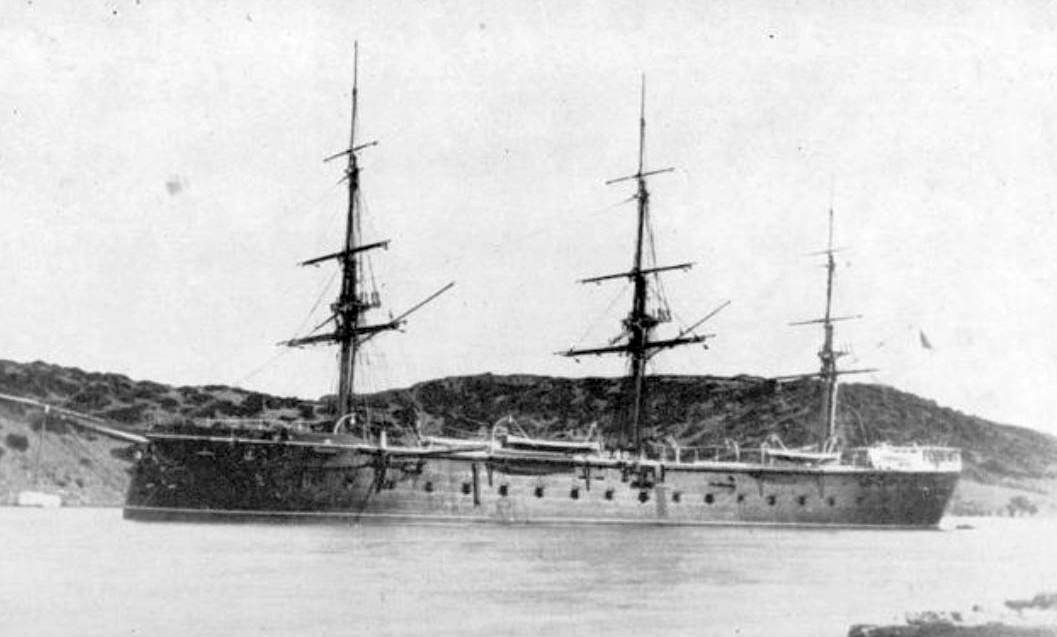
La Vitoria en Mahón, en 1885

Entre el 25 de junio de 1875 y el 7 de septiembre del mismo año, durante la tercera guerra carlista, bombardeó en distintas ocasiones posiciones carlistas en las localidades de Mundaca, Bermeo, Lequeitio, Ondárroa, Motrico, Zarauz, Deva, Elanchove Recibiendo en varias ocasiones impactos de las baterías costeras, que le causaron leves averías, la destrucción de su lancha a vapor y 9 heridos en total. En esa época le fue cambiada la artillería, quedando configurada como figura en la ficha técnica.
En febrero de 1877 trasladó al rey Alfonso XII desde Alicante a Valencia y a Tarragona, pasando en marzo a Barcelona y a Mahón. Ese mismo mes hizo el camino inverso y lo llevó a Santa Pola,a Almería,a Málaga, a Ceuta y a Cádiz. Por otra parte, en julio volvió a transportar al rey, esta vez desde Cádiz, a Santiago de Compostela.
Reparaciones y representaciones
El 19 de agosto de 1879, la Vitoria fue el primer buque en utilizar el nuevo dique seco de la Campana en Ferrol en la que era su primera varada.
En 1892 participó en Huelva en los actos de conmemoración del IV centenario del descubrimiento de América, visitando posteriormente el puerto de Génova.
En 1896, la Vitoria fue enviada a los astilleros de Tolón junto con la Numancia, para ser reformada en acorazado guardacostas, perdiendo su arboladura en favor de dos pequeños mástiles provistos de cofas militares y cambiando la artillería.
Guerra Hispano-Estadounidense y final de su vida útil
Con motivo de la Guerra Hispano-Estadounidense, formó parte de la escuadra del contralmirante Cámara, aunque no llegó a salir de Cádiz con la misma.
Una vez acabada la guerra, y ante la escasez de unidades de la Armada, tuvo que recuperar un olvidado protagonismo, formando parte de la Escuadra de Instrucción, junto con la Numancia, el acorazado Pelayo y el crucero Carlos V.
En 1900, por Decreto del 18 de mayo del Ministerio de Marina, se describió técnicamente la situación de los buques de la Armada en ese momento y se dieron de baja 25 unidades por considerarse ineficaces. Respecto a la Vitoria:

El Numancia y el Vitoria, con escasa protección, aunque bien repartida, con una sola máquina, velocidad que no pasa de 11 millas y escasa artillería, aún pueden utilizarse para defensa de costas o ataque de ciudades o puertos mal artillados. [...] Art. 2.° De los buques restantes, la Numancia, la Vitoria y el Infanta Isabel serán dados de baja cuando exijan el cambio de sus calderas actuales u otras reparaciones o carenas de importancia. Art. 3.° Con los créditos consignados en el presupuesto vigente para el sostenimiento del personal de los buques cuyo desarme se expresa en el art. 1.°, se completarán y aumentarán las dotaciones del Pelayo, Carlos V, Numancia, Vitoria y Nautilus, cuanto permitan los alojamientos actuales y los que prudentemente puedan además construirse, tanto para Oficiales como para Maquinistas, Contramaestres Condestables y demás clases subalternas, con objeto de que se dediquen a la Instrucción de sus dotaciones, verificando continuas navegaciones y ejercicios de todas clases.

En 1903 se quedó anclada permanentemente en El Ferrol para albergar la Escuela de Artilleros. Permaneció en activo hasta 1907, cuando pasó a reserva. Desarmada en 1908, fue vendido para desguace en 1911 con un precio de salida de 277 254 pesetas, dejó de figurar en el Estado General de la Armada de 1912.